# Баянчур-хан
Баянчур-хан (бл. 713 — 759) — 2-й каган уйгурів у 747—759 роках. В китайських джерелах відомий як Мояньчулі та Гелей-каган.

## Життєпис

### Молоді роки
Син Кутлуг-Більге-хана. Народився близько 713 року, отримавши ім'я Баянчур. 728 року разом з родиною вимушений був відкочувати на північ після загибелі діда Хушу.
Близько 742 року призначається шадом (заступником) батька. Брав участь у походах на боці східнотюркського Альп-Більге-кагана. Здобув перемогу над супротивниками у битві на річці Яр. У 743 році відзначився у битві проти Озмиш-тегіна. У 745 році відзначився у війні з карлуками.

### Панування
На початку 747 року після смерті батька захопив трон, прийнявши ім'я Тенгріда Болміш Ел-Етміш Більге-каган (ст.-тюрк. 𐱅𐰭𐰼𐰃𐰓𐰀⁚𐰉𐰆𐰞𐰢𐱁⁚𐰠𐱅𐰢𐰾𐰋𐰠𐰏𐰀⁚𐰴𐰍𐰣 — «Народжений Тенгрі — Засновник Держави — Мудрий каган»). Але
проти нього виступив законний спадкоємець (ябгу)  — стрийко Тай Більге-тутук, що спирався на племена татар і киданів. У місцині Бюкагюк в дводенній запеклій битві завдав поразки супротивникові. Після цього повстали центральні уйгури. В гірській місцевості Бургу (між Орхоном і Туулом) каган завдав їм поразки і в покарання відняв у них жінок і худобу.
Баянчур-хан повів своє військо на північний захід від Селенги проти татар і киданів. Незважаючи на успішні дії біля річки Егійн-Гол, каган вимушений був погодитися на укладання 2-місячного перемир'я. Втім вороги
вирішили захопити кагана зненацька. У відповідь той зустрів татар й киданів біля річки Хануй-гол. завдавши тим поразки. Переслідував відступаючих до Трьох Біркю, де завдав нової поразки. Половина татар приєдналася до нього, половина втікла. Каган вирушив на зимівлю в гори Етюкен.
Зміцнивши свою владу призначив на провідні посади своїх синів — лівим шадом і ябгу (спадкоємцем) Шеху-Кутлуга, правим шадом — Богю. Отримав від танського уряду титул Ін-у Вейюань Піцзя-каган («Хоробрий і бойовий каган, що жахне далекі землі»).
750 року здійснив похід проти племені чігіль, яких підкорив. Невдовзі почалося спорудження літньої ставки кагана Бай-Балик (біля сучасного Хутан-Ундура), яку було завершено 751 року. Разом з тим наказав спорудити на півночі систему фортець (тривало до 758 року), яка у нащадків стала відома як «Шлях Чингізхана». Також він розпорядився почати записувати історію своїх звитяг (в подальшому відомі як Таріатські написи).
Того ж року повстали єнісейські киргизи й чігілі та ще одне невідоме союзне їм плем'я. Також на допомогу тим рушили карлуки, але їх випередив Баянчур-хан завдав повсталим поразки. Після цього в битві на річці Болчу завдав супротивникові поразки. 752 року спалахнуло повстання племен басмали, яким завдано поразки в битві біля річки Кара-Йоталук. Того ж року каган стикнувся з коаліцією тюргешів і карлугі, яких переміг в горах Етюкен. За цим переслідував ворога до Турфана. У грудні 753 року рушив в напрямку Кучи та Карашара, завдавши на перевалі Боро-Хоро поразки карлукам. Втім остаточно приборкати останніх та басмали зміг лише у 755 році.
У 756—757 роках змушений був приборкувати нове повстання татар. Це дозволило карлукам відколотися й створити власний каганат. Водночас Баянчур-хан почав перемовини з імператорським урядом Тан щодо допомоги в придушенні повстання Ань Лушаня. В результаті імператор Су-цзун погодився одружитися з родичкою кагана. На шляху переміг одне з племен тєле — тунло. Потім з'єднався з Го Цзиі цзєдуши Шовану в Ордосі. У вересні 757 року в значній мірі сприяв перемозі імператорської армії над заколотниками в біля річки Феншуй. Союзні війська зайняли Чан'ань. Уйгури були відправлені битися з заколотниками в гори. Коли війська Го Цзиі потрапили в засідку, уйгури розвернулися і врятували їх. Невдовзі звільнив Лоян, який дозволив розграбувати. Міські старійшини піднесли ябгу Шеху-Кутлугу 10 тис. рулонів шовку, після чого той наказав припинити грабунок. Невдовзі домігся у імператора згоди на шлюб своєї молодшої дочки Нін і Баянчур-хана. Лише після весілля останній продовжив переслідування та знищення бунтівників.

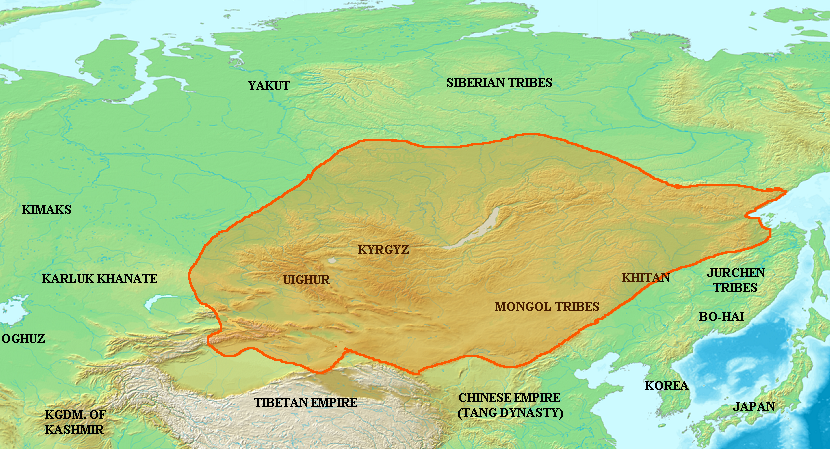
Уйгурський каганат на момент смерті Баянчур-хана

 За невідомих обставин помер його старший син Шеху-Кутлуга. 758 року приборкав нове повстання єнісейських киргизів, знищивши рештки самостійності їх ханства. У травні 759 року Баянчур-хан раптово помер під час бенкету. Йому спадкував молодший син Богю-каган.